# Comuna Bărcănești, Ialomița
Bărcănești (în trecut, și Bărcănești-Speteni) este o comună în județul Ialomița, Muntenia, România, formată din satele Bărcănești (reședința) și Condeești.

## Așezare
Comuna se află în partea de sud-vest a județului, la limita cu județul Călărași, pe malul drept al Ialomiței, de-a lungul șoselei județene DJ201 care leagă Coșereni (și DN2) de Slobozia, în paralel cu DN2A de pe malul opus al râului.

## Demografie
Componența etnică a comunei Bărcănești
     Români (68,35%)
     Romi (26,07%)
     Alte etnii (0,08%)
     Necunoscută (5,49%)
Componența confesională a comunei Bărcănești
     Ortodocși (93,27%)
     Alte religii (1,16%)
     Necunoscută (5,57%)
Conform recensământului efectuat în 2021, populația comunei Bărcănești se ridică la 3.536 de locuitori, în scădere față de recensământul anterior din 2011, când fuseseră înregistrați 3.895 de locuitori. Majoritatea locuitorilor sunt români (68,35%), cu o minoritate de romi (26,07%), iar pentru 5,49% nu se cunoaște apartenența etnică. Din punct de vedere confesional, majoritatea locuitorilor sunt ortodocși (93,27%), iar pentru 5,57% nu se cunoaște apartenența confesională.

## Politică și administrație
Comuna Bărcănești este administrată de un primar și un consiliu local compus din 13 consilieri. Primarul, Nicolae Radu[*], de la Partidul Social Democrat, este în funcție din octombrie 2020. Începând cu alegerile locale din 2024, consiliul local are următoarea componență pe partide politice:
|  | Partid                          | Consilieri | Componența Consiliului | Componența Consiliului | Componența Consiliului | Componența Consiliului | Componența Consiliului | Componența Consiliului | Componența Consiliului | Componența Consiliului |
|  | ------------------------------- | ---------- | ---------------------- | ---------------------- | ---------------------- | ---------------------- | ---------------------- | ---------------------- | ---------------------- | ---------------------- |
|  | Partidul Social Democrat        | 8          |                        |                        |                        |                        |                        |                        |                        |                        |
|  | Partidul Național Liberal       | 3          |                        |                        |                        |                        |                        |                        |                        |                        |
|  | Alianța pentru Unirea Românilor | 1          |                        |                        |                        |                        |                        |                        |                        |                        |
|  | Alianța Dreapta Unită           | 1          |                        |                        |                        |                        |                        |                        |                        |                        |

## Istorie
La sfârșitul secolului al XIX-lea, comuna făcea parte din plasa Câmpul a județului Ialomița și era formată doar din satul de reședință, cu 1727 de locuitori. În comună funcționau o biserică și o școală cu 105 elevi (dintre care 43 de fete). La acea vreme, pe teritoriul actual al comunei, funcționa în aceeași plasă și comunele Condeești, Eliza-Stoenești și Ulești. Comuna Condeești era formată și ea din satul de reședință, cu 647 de locuitori; și aici funcționau o biserică și o școală cu 34 de elevi (dintre care 2 fete). La fel, comunele Ulești și Eliza-Stoenești aveau în compunere doar satele lor de reședință și populații de 942, respectiv 664 de locuitori. În fiecare din cele două funcționau câte o biserică și o școală. Școala din Eliza-Stoenești avea 34 de elevi (dintre care 2 fete).
În 1925, Anuarul Socec consemnează comuna în plasa Urziceni a aceluiași județ, sub numele de Bărcănești-Speteni, formată doar din satul omonim, și cu o populație de 3635 de oameni. Comunele Condeești și Ulești fuseseră desființate și incluse în comune Eliza-Stoenești din aceeași plasă, care acum cuprindea toate cele trei sate, cu 3145 de locuitori.
În 1964, comuna Eliza-Stoenești a luat numele de Pelinu. În 1950, comunele Bărcănești și Pelinu au fost incluse în raionul Urziceni al regiunii Ialomița și apoi (după 1952) al regiunii București. În 1968, după revenirea la organizarea administrativă pe județe, ele au fost transferate județului Ilfov, iar comuna Pelinu a fost desființată și inclusă în comuna Bărcănești, toate fostele sate ale comunei Pelinu dispărând și ele după ce au fost comasate în satul Condeești.
În urma unei reorganizări administrative regionale, în 1981, comuna a revenit la județul Ialomița.

## Monumente istorice
Nouă obiective din comuna Bărcănești sunt incluse în lista monumentelor istorice din județul Ialomița ca monumente istorice de interes local. Unul dintre ele se află în satul Condeești — conacul Nicu Chiroiu (construit în 1926). Celelalte se află în satul Bărcănești — biserica „Sfinții Împărați Constantin și Elena” (1876–1881), casa Marius Ionescu din cartierul Speteni (1909), casa cu prăvălie pe colț din centru (1910), conacul Iancu Ionescu (1914), casa Alexandru Manolescu (1924), casa Alexandru Ionescu aflată vis-a-vis de conacul Ionescu (1919), conacul Elena Duți (1939) și casa Toader Roșca (1936).

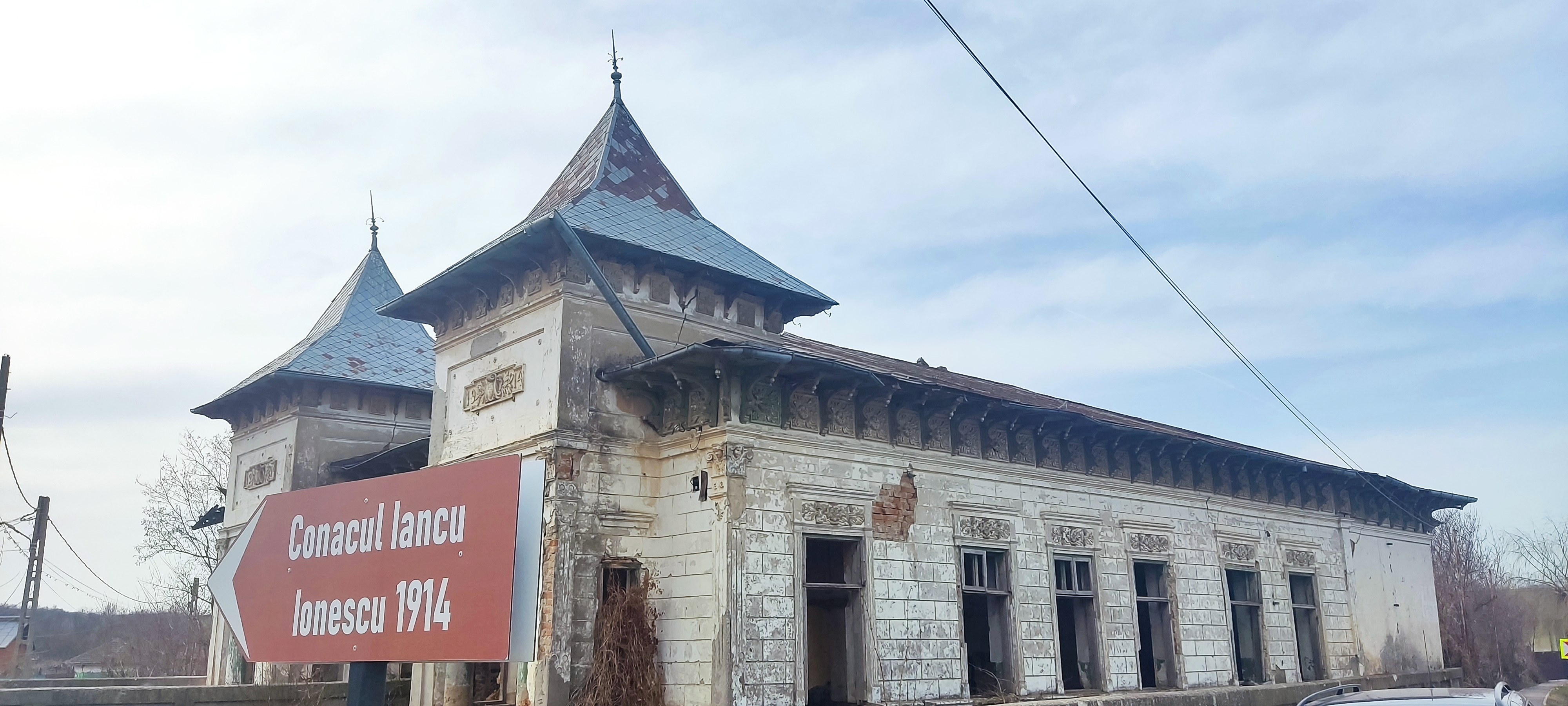
Conacul Iancu Ionescu din 1914
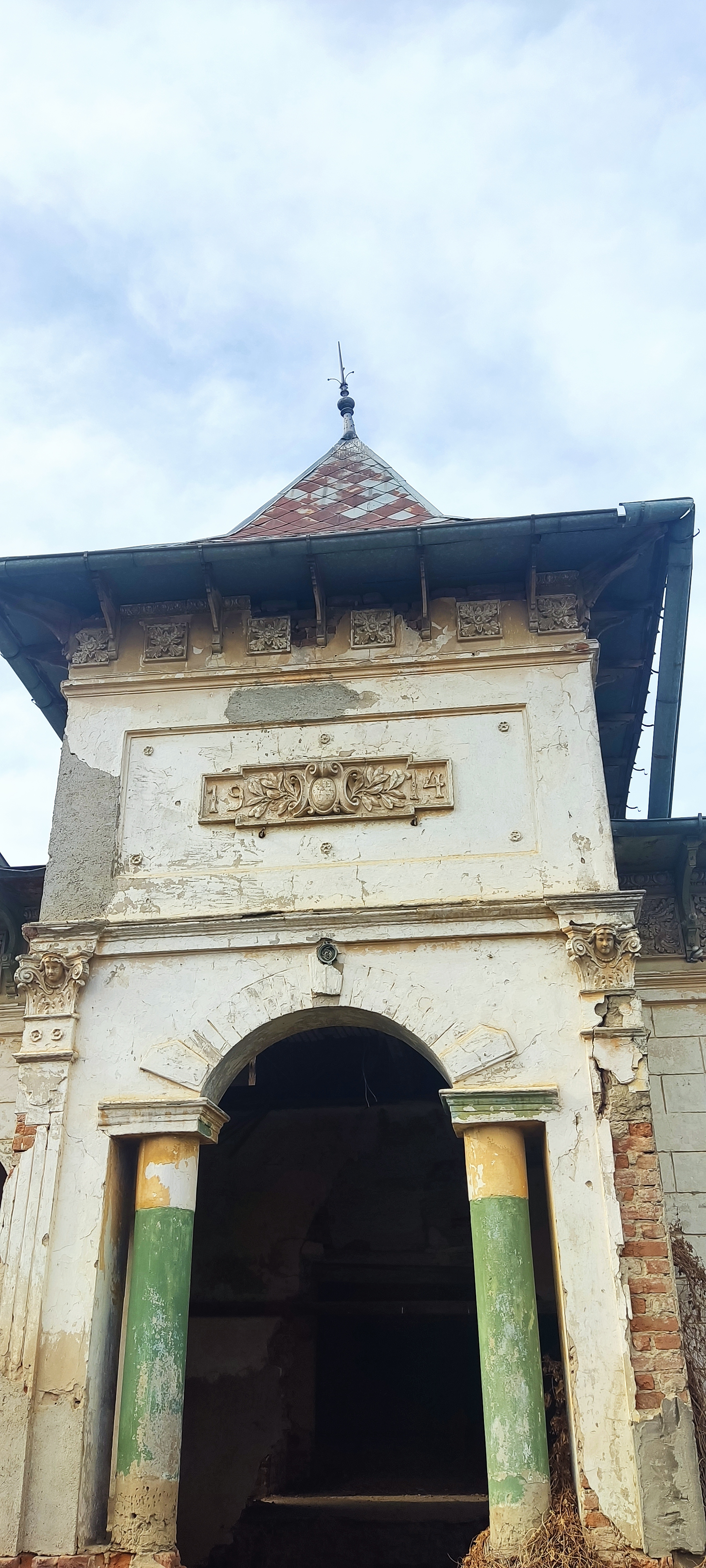
Conacul Iancu Ionescu din 1914
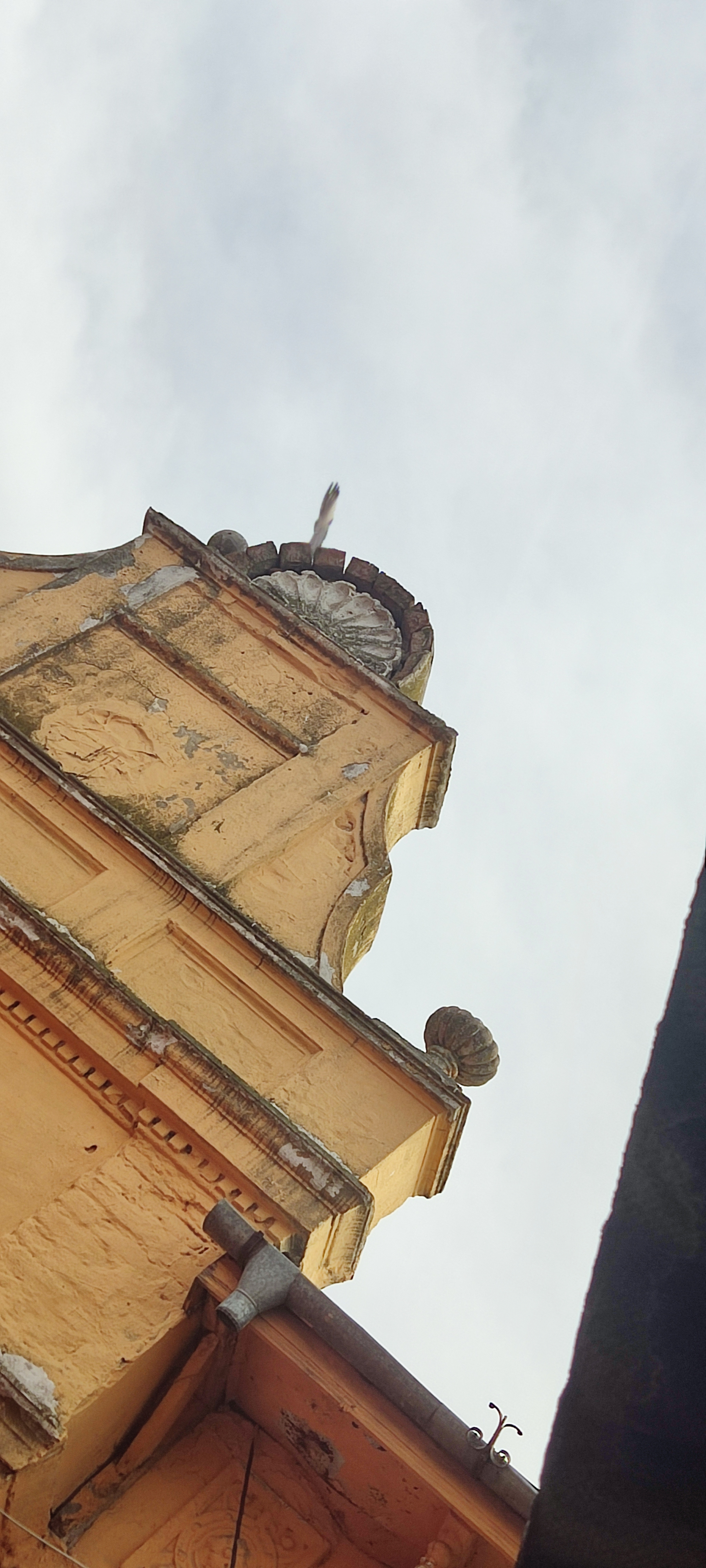
Conac vechi - detaliu
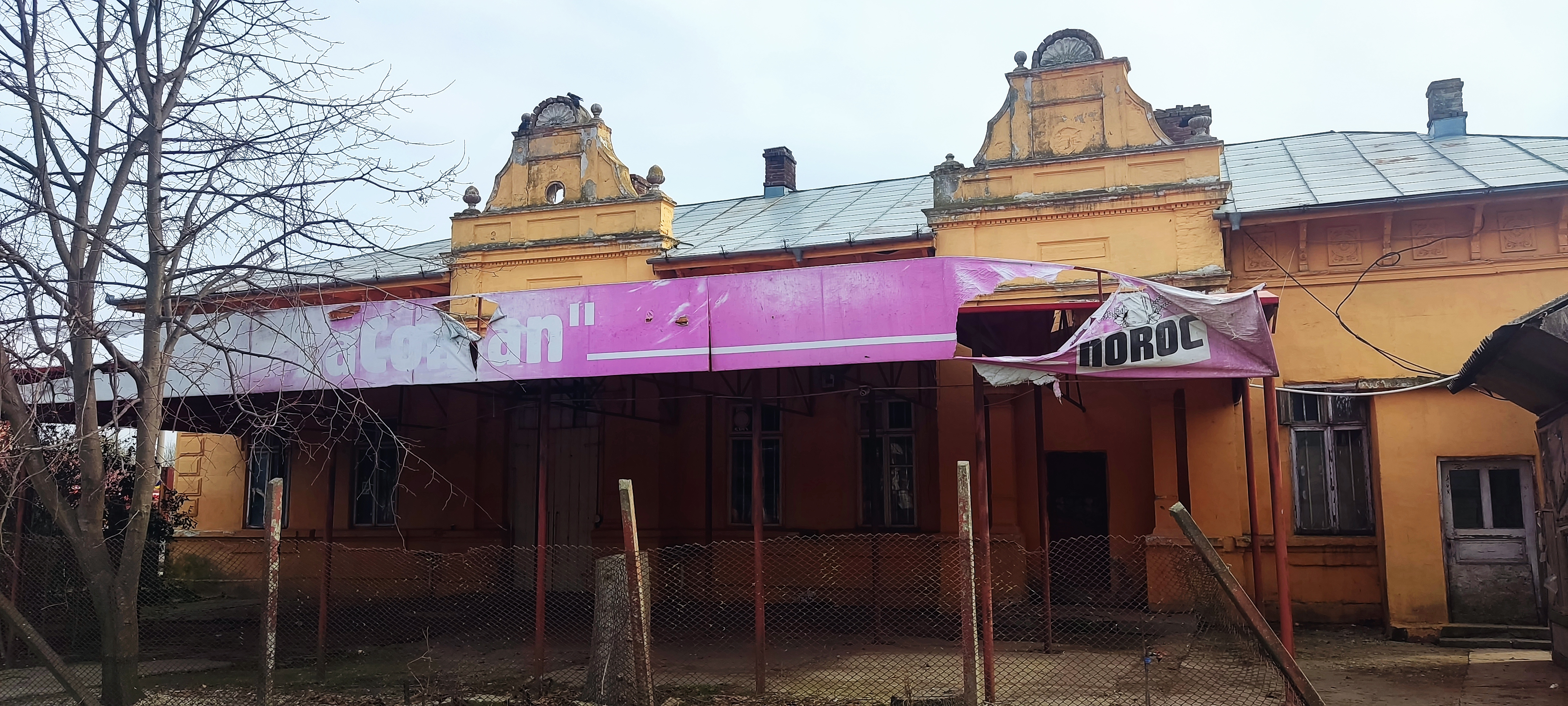
Conac vechi - fațada
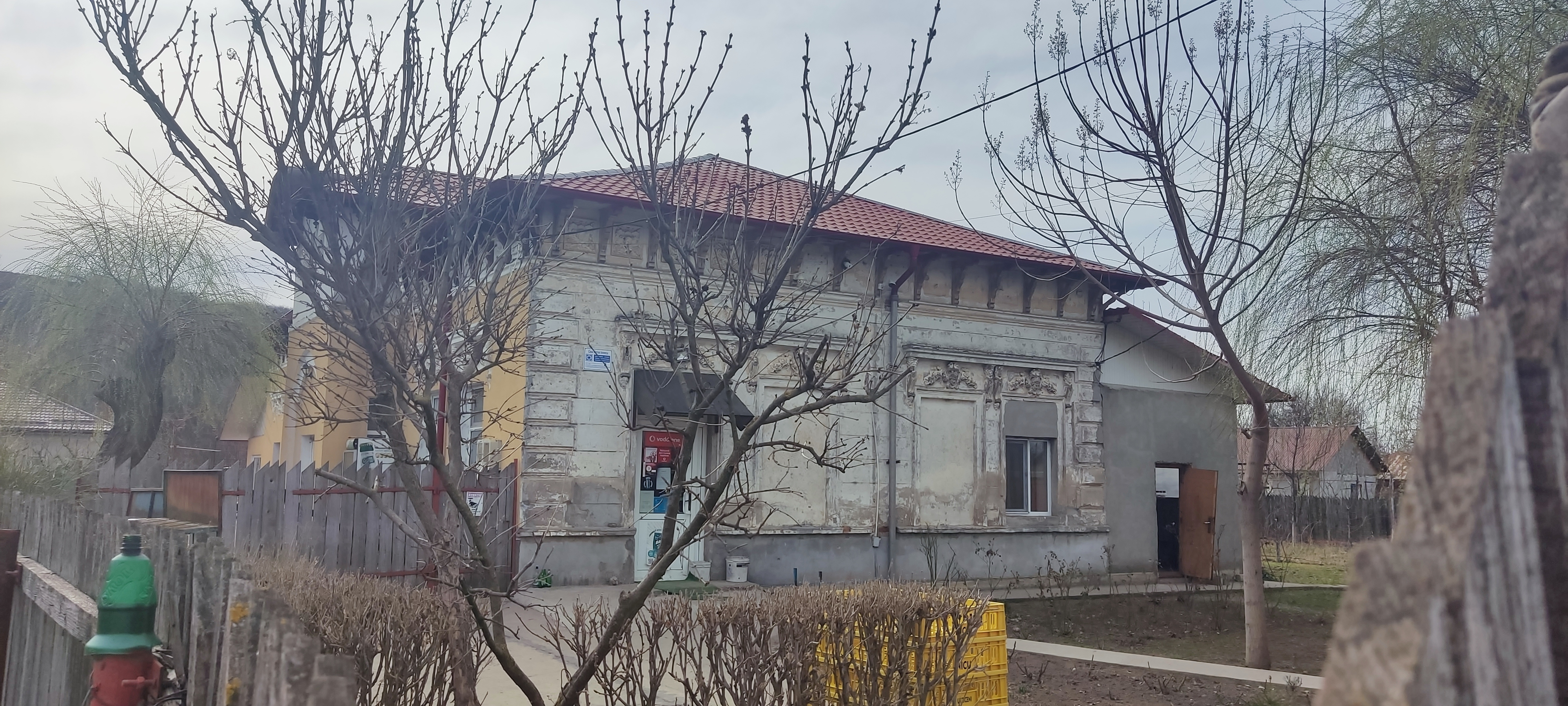
Casa Marius (1909)
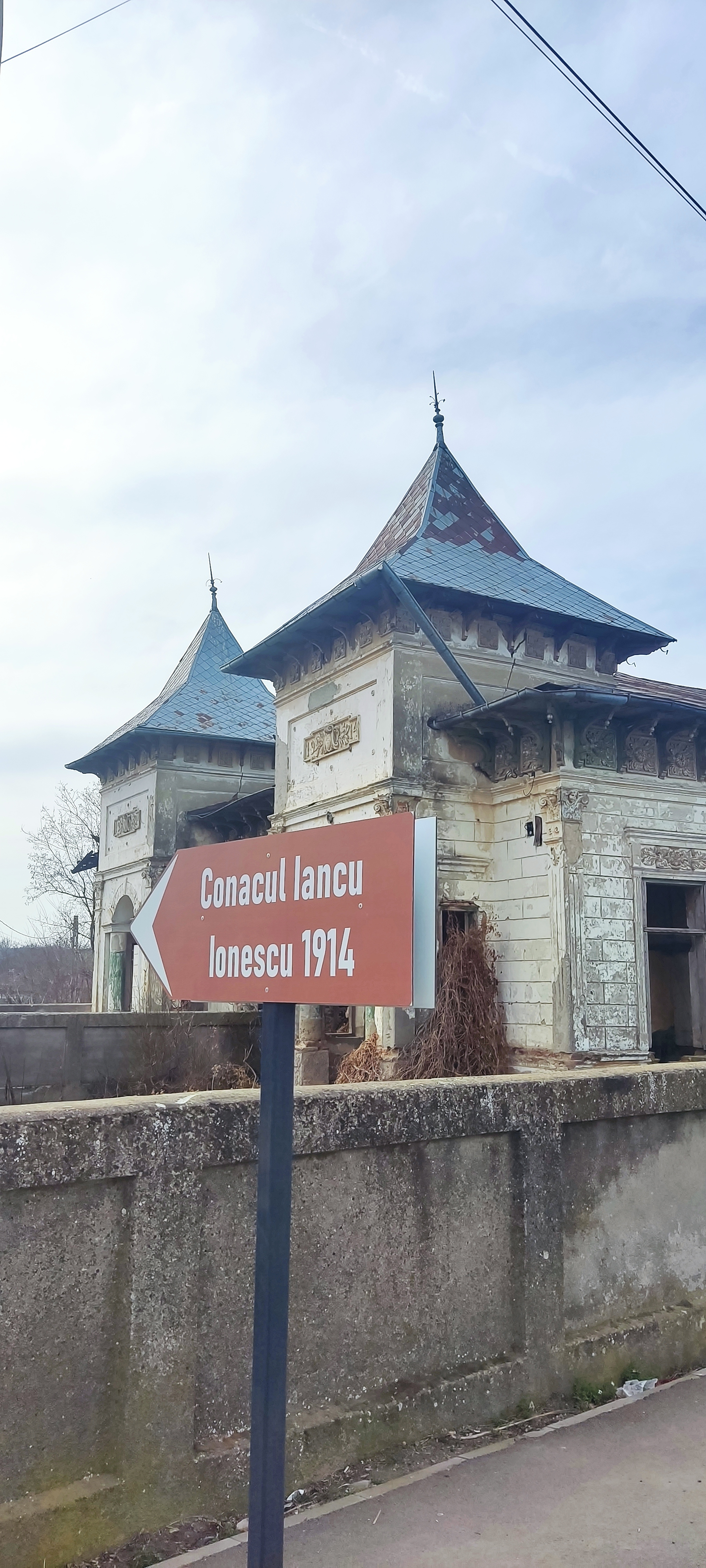
Conacul Iancu Ionescu din 1914

## Personalități
- Constantin Ghiulai, inginer, născut în satul Uliești, astăzi parte a satului Condeești;
- Grigoriu Ștefănescu, geolog și paleontolog, născut la Eliza-Stoenești, astăzi parte a satului Condeești.